# Virtual Galaxy
Virtual Galaxy es un videojuego en línea multijugador gratuito, de estrategia (MMORTS) en el que te enfrentarás a otros jugadores o a bots, por todas las zonas de los planetas que forman la galaxia. Virtual Galaxy supone un nuevo concepto en los juegos multijugador gratis por web.
En Virtual Galaxy podrás comerciar con otros jugadores, luchar con ellos o con bots, realizar misiones, construir tu propio ejército de robots, acumular recursos, objetos, armas, escudos, créditos, etc. Además deberás cuidar las características de tu héroe: salud, fuerza, energía, inteligencia, cansancio, hambre, peso de tu inventario.

## Características
En Virtual Galaxy podrás comerciar con otros jugadores, luchar contra ellos o contra bots, realizar misiones, construir tu propio ejército de robots, acumular recursos, objetos, armas, escudos, créditos, etc. Además deberás cuidar las características de tu héroe: salud, fuerza, energía, inteligencia, cansancio, hambre y peso de tu inventario. Y todo ello sin instalar ningún programa en tu ordenador: podrás jugar sólo con tu navegador de Internet. 
El jugador dispone de un panel en la pantalla superior del juego, compuesto por los siguientes menús:

### Info
Tu héroe tiene una serie de características que deberás controlar y desarrollar a lo largo del juego. Puedes verlas en dicho menú.
- Posees salud, la cual perderás en los combates. Cuando esta llegue a cero tu héroe morirá. Puedes recuperarla con los kits médicos de los hospitales.

- Dispones de un cansancio limitado. Cada vez que te muevas entre zonas, este disminuirá, y no podrás moverte si llega a cero. Cada hora aumenta, dependiendo de tus puntos de energía. También aumenta comiendo frutas recogidas de los huertos, o bien comprando alimentos en los almacenes públicos.

- Tienes una determinada cantidad de hambre, que disminuirá 150 puntos cada día. Dependiendo de tu energía, te restará menos puntos. Cuando llegue a cero, tu héroe morirá. Los puntos de hambre aumentan comiendo frutas recogidas de los huertos, o bien comprando alimentos en los almacenes públicos.

- El dinero de Virtual Galaxy se denomina créditos. Lo necesitarás para comprar objetos, comida, armas, defensas, construir edificios, etc.

### Localización
Desde este menú, se realizan la mayor parte de las acciones del juego. Acá es donde se pueden ver los bots, héroes, robots de los héroes y edificios, y si es que el jugador así lo desea, puede dar la orden de atacar. Otras acciones incluyen el poder entrar a edificios tuyos, públicos y/o de otros usuarios que se encuentren abiertos, recorrer las zonas que conforman el planeta, etc.
En este menú, está disponible el chat del juego, usado para comunicarse con otros jugadores, ya sea de forma global, o bien conversando en privado con otro usuario; donde los bots anuncian sus quest, etc.

### Combate
En este panel podrás ver la lista de ataques realizados y los recibidos. También veras una larga lista de los héroes muertos recientemente. Ambas listas se actualizan cada hora.

### Inventario
Puedes ver todos los objetos que llevas encima pulsando en este menú, además, en esta página también puedes consultar tus recursos.
En tu inventario almacenarás varios tipos de objetos, como armas, defensas, trampas, comida, kits médicos, bonificadores, etc. Te irás encontrando estos objetos a lo largo del juego, entrando en edificios, recibiéndolos de otros héroes, realizando quests, etc.
Puedes cargar cierto número de objetos, el cual está determinado por los puntos de energía del héroe. Cada objeto tiene su peso, y en caso de tener más peso del que se puede cargar, tu héroe no podrá moverse de la zona en la que se encuentre.
Podrás realizar diferentes acciones con los objetos. Hay objetos de distintos tipos, y cada tipo puede tener acciones diferentes, por ejemplo: con la comida te aparecerá la opción "comer" . Hay algunas acciones que sólo se activan si estás en el sitio adecuado. Por ejemplo, para colocar una trampa en una edificación, lógicamente debes estar dentro de una.
Hay varias acciones comunes a todos los objetos, como "Dar a otro usuario" o "Soltar". Si sueltas un objeto en una zona, lo perderás, pero si lo sueltas en una edificación, se quedará en esta (con precio cero).

### Edificios
En las zonas de los planetas, encontrarás diversas edificaciones en las que puedes entrar. También puedes construirlas (solamente una por zona) si tienes suficientes créditos y recursos. En caso de no contar con los créditos y recursos necesarios, no podrás construir el edificio.
Para construir un edificio, debes darle obligatoriamente un nombre (que no exista ya) y de forma opcional, una descripción que verán los demás héroes. Cuando entres en una edificación tuya, verás opciones para cerrar el edificio, abrirlo, y si perteneces a un clan, abrirlo sólo a miembros de tu clan.
Las edificaciones que construyas tendrán varias características, que podrás ver desde el menú de edificios: tipo, nivel, producción, capacidad y resistencia.
Otros héroes pueden atacar tu edificio: Si la resistencia llega a la mitad (dependiendo del nivel del edificio), éste se abrirá y podrán entrar en él (en el caso de que estuviese cerrado). Cuando la resistencia de tu edificio llegue a cero, éste será destruido.
Si es un edificio que genera recursos (lago, mina, etc), la producción te dará el número de unidades que se generan cada hora y la capacidad máxima. Recuerda que puedes aumentar la producción aumentando tus puntos de inteligencia.
Puedes subir de nivel los edificios para obtener más producción cada hora, más capacidad, aumentar el máximo de resistencia, y, en caso de haber sido atacado, rellenar a tope la resistencia.

### Planetas
Este menú, permite ver una parte de la galaxia, con el fin de colonizar (crear) planetas.

### Clan
En este menú podrás ver el clan al que perteneces (si es que te encuentras en uno), sus miembros, y además, podrás enviar mensajes circulares, los cuales serán enviados a todos los miembros del clan.

### PDA
Desde tu PDA puedes mandar mensajes a otros usuarios y leer los mensajes que otros te hayan enviado. Hay diversos tipos de softwares que podrás instalar en tu PDA, ya sean juegos, creadores de virus, buscadores de héroes y bots, etc.

## Puntos y experiencia

### Experiencia
La experiencia se adquiere al atacar a héroes, bots, robots de otros usuarios y/o edificios. Al adquirir un cierto número de esta, se alcanza el siguiente nivel, con el cual el héroe puede acceder a armas más poderosas y defensas más efectivas, además de obtener puntos para asignar a los atributos del héroe (fuerza, energía e inteligencia) y a las habilidades propias de cada raza.

### Puntos
Los puntos se van obteniendo cada vez que realizas una acción. Con estos irás mejorando tu posición en el ranking, para que así vayas quedando mejor posicionado en éste.
Aquí va una lista de las puntuaciones del juego, dependiendo de la acción que realices (cada vez que se realice la acción se obtiener el puntaje correspondiente a ella):
| 1   | experiencia de bot eliminado           |  |  |  |
|     |                                        |  |  |  |
| 1   | experiencia de héroe no bot atacado    |  |  |  |
|     |                                        |  |  |  |
| 100 | héroe no bot eliminado                 |  |  |  |
|     |                                        |  |  |  |
| 100 | edificio destruido                     |  |  |  |
|     |                                        |  |  |  |
| 1   | nivel del edificio atacado             |  |  |  |
|     |                                        |  |  |  |
| 100 | quest completada                       |  |  |  |
|     |                                        |  |  |  |
| -10 | combate perdido                        |  |  |  |
|     |                                        |  |  |  |
| 10  | edificación construida                 |  |  |  |
|     |                                        |  |  |  |
| 1   | subir nivel edificación                |  |  |  |
|     |                                        |  |  |  |
| 50  | robot construido                       |  |  |  |
|     |                                        |  |  |  |
| 5   | subir de nivel robot                   |  |  |  |
|     |                                        |  |  |  |
| 10  | infectar PDA a otro héroe con un virus |  |  |  |
|     |                                        |  |  |  |

### Habilidades
Cada raza tiene una serie de habilidades propias, distintas de las de las otras razas. Una vez creado tu héroe no podrás cambiar de raza, así que solo dispondrás de las habilidades propias de la raza que elijas en un principio (en cada partida puedes elegir una raza distinta, o bien puedes cambiarla en caso de morir).
Con las habilidades, tu héroe tendrá una serie de mejoras y ayudas extra, como robar, curar, ataques con daños críticos, etc. Cada vez que tu héroe suba de nivel, tienes 1 punto a repartir entre les habilidades disponibles. Elige bien a cual asignarle este punto, pues no podrás asignar otro punto hasta que subas de nivel nuevamente. Las habilidades requieren un nivel mínimo de tu héroe para poder utilizarlas. Cuando tu héroe alcance este nivel mínimo, entonces te saldrá en la lista de habilidades para poder asignarle puntos. Además, cada habilidad tiene su propio nivel, que puedes aumentar a medida que tu héroe sube de nivel. También existe un tope de nivel de habilidad, llegado al cual no es posible asignarle más puntos, pues la habilidad ha llegado a su nivel máximo. A medida que subas de nivel una habilidad, esta será más potente o hará más efecto. Ten en cuenta que algunas habilidades restan alguna característica de tu héroe, como por ejemplo el cansancio, así que úsalas con prudencia.

## Lista de edificios

### Casa
Dentro de una casa, tu héroe recupera más cansancio cada hora.Gastas cansancio cada vez que te mueves de zona en un planeta, si tu cansancio llega a cero, tu héroe no se podrá mover.
- Precio: 100 créditos.
- Agua: 50
- Madera: 50.
- Metal: 10.
- Gas: 0.

### Tienda de comida
Por cada ítem de comida que te compre otro héroe, ganas un porcentaje del precio, es decir, ganas el precio que le pongas más un porcentaje. Este edificio NO genera comida, pero si puedes venderla en él.
- Precio: 200 créditos.
- Agua: 50
- Madera: 50.
- Metal: 50.
- Gas: 50.

### Lago
Cada hora genera agua, dependiendo de tus puntos de inteligencia.
- Precio: 100 créditos.
- Agua: 50
- Madera: 15.
- Metal: 15.
- Gas: 15.

### Mina
Cada hora genera metal, dependiendo de tus puntos de inteligencia.
- Precio: 100 créditos.
- Agua: 15
- Madera: 15.
- Metal: 50.
- Gas: 15.

### Bosque
Cada hora genera madera, dependiendo de tus puntos de inteligencia.
- Precio: 100 créditos.
- Agua: 15
- Madera: 50.
- Metal: 15.
- Gas: 15.

### Pozo
Cada hora genera gas, dependiendo de tus puntos de inteligencia.
- Precio: 100 créditos.
- Agua: 15
- Madera: 15.
- Metal: 15.
- Gas: 50.

### Armas y Defensa
Por cada arma que te compren otros héroes ganas un porcentaje del precio. Es decir, ganas el precio que le pongas más un porcentaje.
Este edificio NO genera armas, para comprar armas ve a una armería pública.
- Precio: 100 créditos.
- Agua: 50.
- Madera: 50.
- Metal: 50.
- Gas: 0.

### Huerto
Cada hora te genera comida según su nivel (a más nivel del huerto genera más fruta).
Cuando comes la fruta suben los puntos de hambre de tu héroe. Cada día estos puntos bajan y si llegan a cero tu héroe morirá.
- Precio: 200 créditos.
- Agua: 50.
- Madera: 50.
- Metal: 0.
- Gas: 0.

### Comercio
Sirve para vender ítems. Por cada objeto vendido ganas un porcentaje del precio.
- Precio: 200 créditos.
- Agua: 50.
- Madera: 50.
- Metal: 50.
- Gas: 50.

### Hospital
Cada día genera kits médicos
- Precio: 2000 créditos.
- Agua: 200.
- Madera: 200.
- Metal: 200.
- Gas: 200.

### Hangar
En el hangar puedes comprar naves espaciales y viajar a otros planetas.
- Precio: 3000 créditos.
- Agua: 200.
- Madera: 200.
- Metal: 200.
- Gas: 200.

### Base de clan
Base central de los clanes.
Para crear un clan tienes que crear una base, a la que se unirán los héroes que quieran entrar en tu clan.
- Precio: 500 créditos.
- Agua: 250.
- Madera: 250.
- Metal: 250.
- Gas: 250.

### Fábrica de robots
En esta fábrica podrás construir robots que obedecerán tus órdenes.
- Precio: 1000 créditos.
- Agua: 200.
- Madera: 200.
- Metal: 200.
- Gas: 200.

## Armas y defensas

### Armas
Las armas sirven para atacar con mayor potencia a los bots, héroes, edificios y robots.
Hay una larga lista de armas diferentes con diferentes precios y potencia, y se necesita una determinada cantidad de fuerza para utilizarlas. 
A continuación se presenta una tabla con las armas disponibles en el juego y sus características:
| Nombre              | Nivel necesario | Daño      | Fuerza necesaria | Peso |
| ------------------- | --------------- | --------- | ---------------- | ---- |
| Guantes de box      | 1               | 1 - 5     | 1                | 1    |
|                     |                 |           |                  |      |
| Pistola gunfire-45  | 2               | 2 - 6     | 7                | 2    |
|                     |                 |           |                  |      |
| King kill 33        | 4               | 5 - 8     | 9                | 12   |
|                     |                 |           |                  |      |
| Lazer gun           | 7               | 5 - 10    | 15               | 15   |
|                     |                 |           |                  |      |
| SlugMag             | 7               | 30 - 120  | 20               | 15   |
|                     |                 |           |                  |      |
| Haz láser doble     | 10              | 8 - 16    | 20               | 15   |
|                     |                 |           |                  |      |
| RocketLauncher 1.0  | 10              | 100 - 200 | 30               | 25   |
|                     |                 |           |                  |      |
| Pistola gunfire-46  | 12              | 12 - 18   | 21               | 20   |
|                     |                 |           |                  |      |
| Pistola láser       | 13              | 15 - 25   | 25               | 13   |
|                     |                 |           |                  |      |
| Pistola gunfast 338 | 14              | 15 - 40   | 29               | 15   |
|                     |                 |           |                  |      |
| Mini bazooka        | 14              | 25 - 40   | 30               | 30   |
|                     |                 |           |                  |      |
| Haz láser V4        | 16              | 30 - 50   | 31               | 20   |
|                     |                 |           |                  |      |
| Uzi                 | 17              | 50 - 150  | 40               | 5    |
|                     |                 |           |                  |      |
| Bazooka             | 18              | 40 - 65   | 36               | 0    |
|                     |                 |           |                  |      |
| Bazooka láser       | 18              | 60 - 150  | 36               | 35   |
|                     |                 |           |                  |      |
| Lanzagranadas       | 20              | 40 - 100  | 42               | 35   |
|                     |                 |           |                  |      |
| m163                | 21              | 70 - 200  | 41               | 35   |
|                     |                 |           |                  |      |
| Sniper              | 24              | 100 - 300 | 45               | 25   |
|                     |                 |           |                  |      |
| Lanzamisiles RPG    | 26              | 200 - 450 | 47               | 50   |
|                     |                 |           |                  |      |
| Xtorm 348           | 27              | 100 - 450 | 48               | 40   |
|                     |                 |           |                  |      |
| RocketLauncher 2.0  | 30              | 350 - 700 | 49               | 55   |
|                     |                 |           |                  |      |

* La SlugMag, al igual que la RocketLaunchet 1.0, no pueden ser usadas en héroes. La primera, sólo puede ser usada en los robots NeXT.3, y la segunda, en los robots MasacreTX.
* El arma Uzi funciona con municiones. En caso de no tener municiones en el inventario, el arma es inutilizable.
*La Xtorm 348 no puede ser comprada en armerías públicas. Esta arma sólo es entregada por los bots del tipo XR. Esta arma además posee un alto porcentaje de provocar daño crítico, elevando sus puntos de ataque hasta 800. 

### Defensas
Lista de defensas:
Escudo U-54 ------defensa de 1 - 4 peso: 5 requiere inteligencia: 5
Guantes: -------- defensa de 1 - 2 peso: 3 requiere int: 6
Casco: -----------defensa de 1 - 3 peso: 5 requiere int: 7
Chaleco rojo -----defensa de 2 - 3 peso: 5 requiere int: 7
Chaleco Antibalas defensa de 2 - 6 peso: 10 requiere int: 7
Escudo Crustat----defensa de 2 - 7 peso: 8 requiere int: 6
Defensa corporal -defensa de 3 - 8 peso: 10 requiere int: 10
Escudo Estelar ---defensa de 5 - 25 peso: 20 requiere int: 27
Chip de defensa 5 protege ..5 - 5 peso: 5 requiere int: 20
Chip de defensa 10 ....... 10 - 10 peso: 5 requiere inte:25

## Requisitos
Requisitos mínimos: Navegador
Género: Ciencia ficción
Idiomas: Español
Plataformas: Juego web
En fase Beta: No
Salida: N/A
Cliente: Navegador
Precio: Gratuito
Actualmente: Inactivo